# Щепинская
Щепинская — деревня в Вожегодском районе Вологодской области.
Входит в состав Явенгского сельского поселения, с точки зрения административно-территориального деления — в Явенгский сельсовет.
Расстояние до районного центра Вожеги по автодороге — 21 км, до центра муниципального образования Базы по прямой — 4 км. Ближайшие населённые пункты — Сорогинская, Олеховская, Даниловская, Тимонинская.
По данным переписи в 2002 году постоянного населения не было.